# Ida Gotkovsky
Ida Rose Esther Gotkovsky, née le 26 août 1933 à Calais, est une compositrice et pianiste française.

## Biographie
Elle a vécu dans une famille de musiciens, son père Jacques Gotkovsky était violoniste et membre du Quatuor Loewenguth.
Ses études au Conservatoire national supérieur de musique et de danse de Paris (classe de Nadia Boulanger) lui ont valu plusieurs prix : Prix Lili Boulanger, Prix Blumenthal, Premier prix du référendum Pasdeloup, Prix international de Divonne-les-Bains, Grand prix musical de la ville de Paris, Deux prix de l'Institut de France, Golden Rose (États-Unis), Prix de la SACEM.
Ses œuvres sont souvent des commandes d'État et de pays étrangers.

## Œuvres
- Dasvidania (1956) pour accordéon
- Scherzo pour orchestre (1956)
- Symphonie pour cordes et percussions (1958)
- Suite pour Tuba et Piano (1959)
- Concerto pour trompette (1960)
- Le Rêve de Makar (1964), opéra en huit tableaux
- Concerto pour saxophone (1966)
- Rien ne va plus (1968), ballet
- Caractères (1970) pour violon et piano
- Concerto pour orchestre symphonique (1970)
- Le Cirque (1972), ballet
- Second concert pour trompette (1974)
- Poème du feu (1978) pour orchestre d’harmonie
- Concerto pour grand orchestre et saxophone (1980)
- Symphonie de printemps (1988) pour orchestre d’harmonie
- Le Songe d’une nuit d’hiver (1989), opéra
- Couleurs en musique (1992) pour orchestre d’harmonie
- Or et lumière (1993) pour orchestre d’harmonie
- Mélodie pour flûte traversière et piano
- Hommage à Jean de La Fontaine : Chantefables, pour chœurs d'enfants, chœurs mixtes et orchestre, d'Ida Gotgovsky (1997)